# 诺阿·冯莱
诺阿·冯莱（英語：Noah Vonleh，1995年8月24日—）為美国男子篮球运动员，出生于马萨诸塞州黑弗里尔。冯莱司职大前锋，曾效力于印第安纳大学山地人队。

## 大学生涯
冯莱效力于印第安纳大学山地人队，出战30场（其中29场先发），场均出战26.5分钟，能拿下11.3分，9个篮板和1.4次盖帽。
2014年4月3日，冯莱宣布参加2014年NBA選秀，提前结束他的大学生涯。

## NBA生涯

### 夏洛特黄蜂 (2014–2015)
在2014年6月27日举行的2014年NBA選秀上，冯莱在首輪第9顺位被夏洛特黄蜂选中。同年7月25日，他与黄蜂隊签下一份新秀合同。在当年的拉斯维加斯夏季联赛中，冯莱场均能拿下9.1分，10个篮板，命中率28.4%。

### 波特蘭拓荒者 (2015–2018)
2015年6月24日，波特兰开拓者和黄蜂队达成交易，冯莱加盟开拓者队。

### 芝加哥公牛 (2018)
2018年2月8日，馮萊連同現金對價被交易到芝加哥公牛，以換取米洛萬·拉科維奇的選秀權。

### 紐約尼克 (2018–2019)
2018年7月24日，馮萊與紐約尼克簽約。2019年1月25日，他在109-99輸給布魯克林籃網的比賽中得到職業生涯最高的22分和13個籃板。

### 明尼蘇達灰狼 (2019–2020)
2019年7月8日，馮萊與明尼蘇達灰狼簽約。

### 丹佛金塊 (2020)
2020年2月5日，灰狼隊以四支球隊的交易方式將馮萊交易到丹佛金塊。
2020年11月27日，馮萊與芝加哥公牛簽約。12月14日，他被公牛隊裁掉。

### 布魯克林籃網 (2021)
2021年2月8日，馮萊與布魯克林籃網簽約。他為籃網隊打了四場比賽後被裁掉。

### 波士頓塞爾提克 (2022–2023)
2022年8月2日，馮萊與波士頓塞爾提克簽訂了一份為期一年的合約。波士頓塞爾提克把Noah Vonleh+現金送去聖安東尼奧馬刺馬刺為了騰出格子，隨後被馬刺給裁掉。

## CBA生涯

### 上海大鯊魚 (2021–2022)
2021年9月18日，冯莱与中国篮球协会的上海大鲨鱼签约。

## 外部連結
- 诺阿·冯莱在fiba.basketball（英语）
- 诺阿·冯莱在NBA官網（英语）
- 诺阿·冯莱在NBA G聯盟官網（英语）
- 诺阿·冯莱在Basketball-Reference.com（NBA）（英语）
- 诺阿·冯莱在Basketball-Reference.com（NBA G聯盟）（英语）
- 诺阿·冯莱在Basketball-Reference.com（國際）（英语）
- 诺阿·冯莱在Sports-Reference.com（NCAA）（英语）
- 诺阿·冯莱在ESPN（NBA）（英语）
- 诺阿·冯莱在Eurobasket.com（球員）（英语）
- 诺阿·冯莱在Proballers（英语）
- 诺阿·冯莱在RealGM（球員）（英语）
- 诺阿·冯莱在中国篮球数据库